# Acacia prensans
Acacia prensans é uma espécie de leguminosa do gênero Acacia, pertencente à família Fabaceae.